# Heinz Staab
Heinz August Staab (Darmstadt, 26 de março de 1926 — Berlim, 29 de julho de 2012) foi um químico alemão.
Foi presidente da Sociedade Max Planck, de 1984 a 1990.

## Obras
- Heinz A. Staab: Einführung in die theoretische organische Chemie. Weinheim: Verlag Chemie, 1. Auflage 1959 (zahlreiche Neuauflagen und Nachdrucke), ISBN 3-527-25277-0